# Sultan al-Habashi
Sultan Abdulmajeed al-Habashi (souvent écrit Alhabashi ou al-Hebshi, né le 31 janvier 1985) est un athlète saoudien, spécialiste du lancer du poids.
Il mesure 1,80 m pour 90 kg.

## Carrière
Son record, également record d'Asie, est de 21,13 m, réalisé à Doha le 8 mai 2009. Il remporte les Jeux asiatiques en 20,57 m à Canton (Chine) le 26 novembre 2010. En 2006, il avait franchi pour la première fois la barrière des 20 mètres (20,42 m à Doha) et confirmé l'année suivante à Donetsk avec 20,61 m, alors record asiatique.
À Berlin, lors des Championnats du monde, il avait terminé 13e, premier des non-finalistes, en 20,04 m. Le 3 juillet 2013, il remporte la médaille d'or des Championnats asiatiques à Pune. Le 2 octobre 2014, il remporte le titre des Jeux asiatiques avec un lancer à 19,99 m à Incheon, son meilleur lancer de l'année, avec seulement 2 cm de plus de Chang Ming-Huang.
Lors des Championnats d'Asie 2017, il termine 9e à Bhubaneswar.

## Palmarès
| Date | Compétition                     | Lieu        | Résultat | Marque  |
| ---- | ------------------------------- | ----------- | -------- | ------- |
| 2002 | Jeux asiatiques                 | Busan       | 6e       | 17,05 m |
| 2003 | Championnats d'Asie             | Manille     | 4e       | 18,51 m |
| 2005 | Jeux de la solidarité islamique | La Mecque   | 1er      | 18,97 m |
| 2005 | Championnats d'Asie             | Incheon     | 5e       | 18,62 m |
| 2006 | Jeux asiatiques                 | Doha        | 1er      | 20,42 m |
| 2007 | Jeux asiatiques en salle        | Macao       | 1er      | 18,99 m |
| 2007 | Jeux panarabes                  | Le Caire    | 2e       | 19,53 m |
| 2009 | Championnats panarabes          | Damas       | 1er      | 19,12 m |
| 2009 | Championnats d'Asie             | Guangzhou   | 5e       | 18,89 m |
| 2009 | Jeux asiatiques en salle        | Hanoï       | 3e       | 19,39 m |
| 2010 | Coupe continentale              | Split       | 6e       | 17,68 m |
| 2010 | Jeux asiatiques                 | Guangzhou   | 1er      | 20,57 m |
| 2013 | Championnats panarabes          | Doha        | 3e       | 18,77 m |
| 2013 | Championnats d'Asie             | Pune        | 1er      | 19,68 m |
| 2014 | Coupe continentale              | Marrakech   | 8e       | 19,09 m |
| 2014 | Jeux asiatiques                 | Incheon     | 1er      | 19,99 m |
| 2017 | Championnats panarabes          | Radès       | 1er      | 18,19 m |
| 2017 | Jeux de la solidarité islamique | Bakou       | 2e       | 19,56 m |
| 2017 | Championnats d'Asie             | Bhubaneswar | 9e       | 17,62 m |
| 2017 | Jeux asiatiques en salle        | Achgabat    | 8e       | 18,16 m |
| 2018 | Jeux asiatiques                 | Jakarta     | finale   | NM      |

## Records
| Épreuve         | Épreuve   | Marque       | Lieu  | Date            |
| --------------- | --------- | ------------ | ----- | --------------- |
| Lancer du poids | Plein air | 21,13 m (AR) | Doha  | 8 mai 2009      |
| Lancer du poids | En salle  | 19,39 m      | Hanoï | 2 novembre 2009 |